# Amblypodia acerba
Amblypodia acerba är en fjärilsart som beskrevs av William Chapman Hewitson 1863. Amblypodia acerba ingår i släktet Amblypodia och familjen juvelvingar. Inga underarter finns listade i Catalogue of Life.